# Geolog
Geolog je znanstvenik, ki deluje na področju geologije.
Raziskuje pretekost zemlje.